# Nassib Youssifbeyli
Nassib Youssif oglou Youssifbeyli (en azéri : Nəsib Yusif oğlu Yusifbəyli) ou Oussoubbeyov (en azéri: Usubbəyov; 5 juillet 1881, Gandja - 31 mai 1920), est un publiciste azerbaïdjanais, homme d'État et personnalité politique majeure de la République démocratique d'Azerbaïdjan.

## Biographie
Nassib Youssifbeyli est né en 1881 à Elisavetpol (aujourd'hui Gandja, Azerbaïdjan). Après avoir été diplômé d'un gymnase (école secondaire) à Gandja, il s'inscrit à la faculté de droit de l'Université Novorossiya (aujourd'hui l'Université d'Odessa) en 1902. Lorsque l'université russe est temporairement fermée par les autorités russes tsaristes activités, N. Youssifbeyli a déménagé à Bakhtchissaray en Crimée où il a commencé à éditer le journal Terciman avec l'intellectuel turc de Crimée Ismail Gasprinski.
En 1908, Youssifbeyli s'installe à Istanbul, continuant son travail de publiciste et créant la Société turque. En 1909, il retourne à Elisavetpol pour travailler à son conseil municipal.

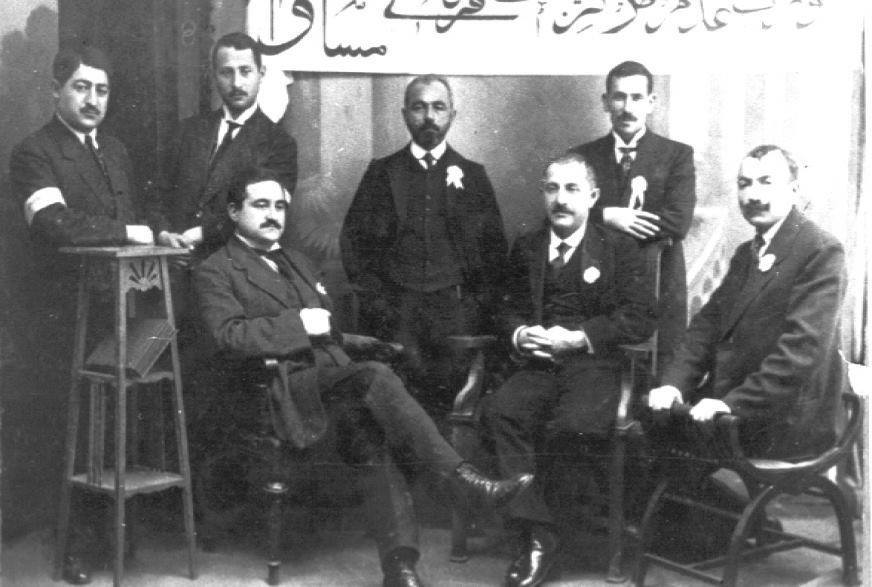
De gauche à droite : Abbasgoulou Kazimzade, Karbalai Vali Mikayilov, Nassib Bey Youssifbeyli, Mirza Mammad Akhundov, Mahammed Amin Rasulzadeh, Mammad Ali Rasulzadeh, Taghi Nagiyev

En 1917, Youssifbeyli a établi le Parti national des fédéralistes turcs à Gandja, avec le but principal du fédéralisme dans l'empire russe. En juillet 1917, le parti rejoignit le parti musulman-démocrate musulman de Mammad Emin Rasulzade, et Youssifbeyli devint président régional de Mussavat à Gandja.

### Carrière politique
Lorsque l'éphémère République Fédérative Transcaucasienne fut établie le 10 février 1918, N. Youssifbeyli devint ministre de l'Éducation. Le 28 mai 1918, lorsque la République démocratique d'Azerbaïdjan (ADR) a été proclamée, N. Youssifbeyli a de nouveau occupé le poste ministériel de ministre de l'Éducation dans le gouvernement de l'ADR. De mars 1919 à mars 1920, il était le Premier ministre d'Azerbaïdjan, en parallèle, occupant également le poste de ministre de l'Intérieur de mars à décembre 1919.
Après l'invasion bolchevique de l'Azerbaïdjan et la chute de l'ADR en avril 1920, N. Youssifbeyli s'est enfui de Bakou mais a été assassiné le 31 mai 1920.

## Voir aussi

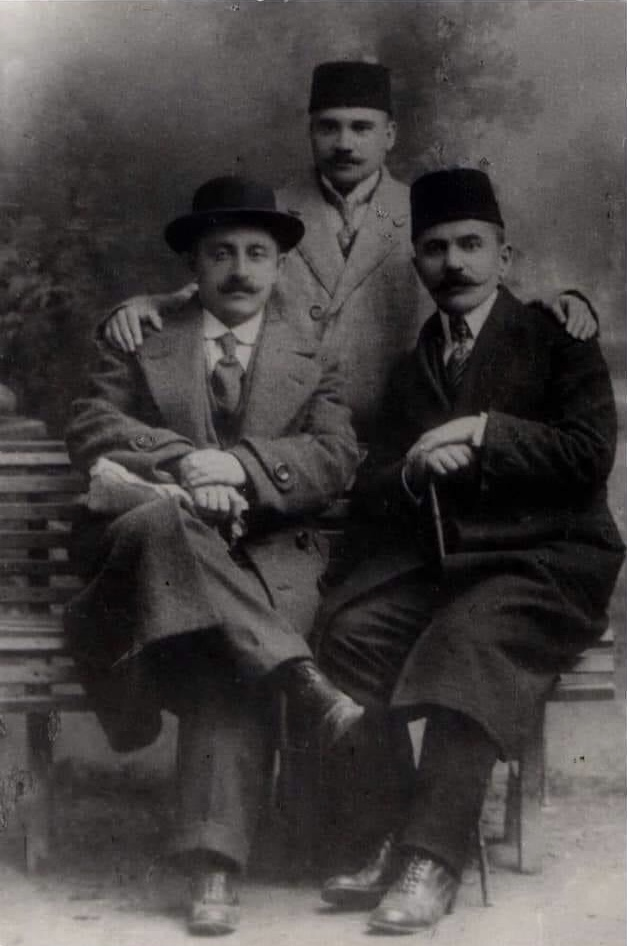
Avec Osman Aktchokrakli et Assan Sabri Ayvazov.